# Iridopsis schreiteri
Iridopsis schreiteri är en fjärilsart som beskrevs av Louis Beethoven Prout 1934. Iridopsis schreiteri ingår i släktet Iridopsis och familjen mätare. Inga underarter finns listade i Catalogue of Life.